# 桑園新川
桑園新川（そうえんしんかわ）は、北海道札幌市中央区に源を発して北区を流れ、サクシュコトニ川と合流して琴似川に流れ込んでいた新川水系の河川である。現在ではサクシュコトニ川との合流点より上流は枯渇している。

## 地理

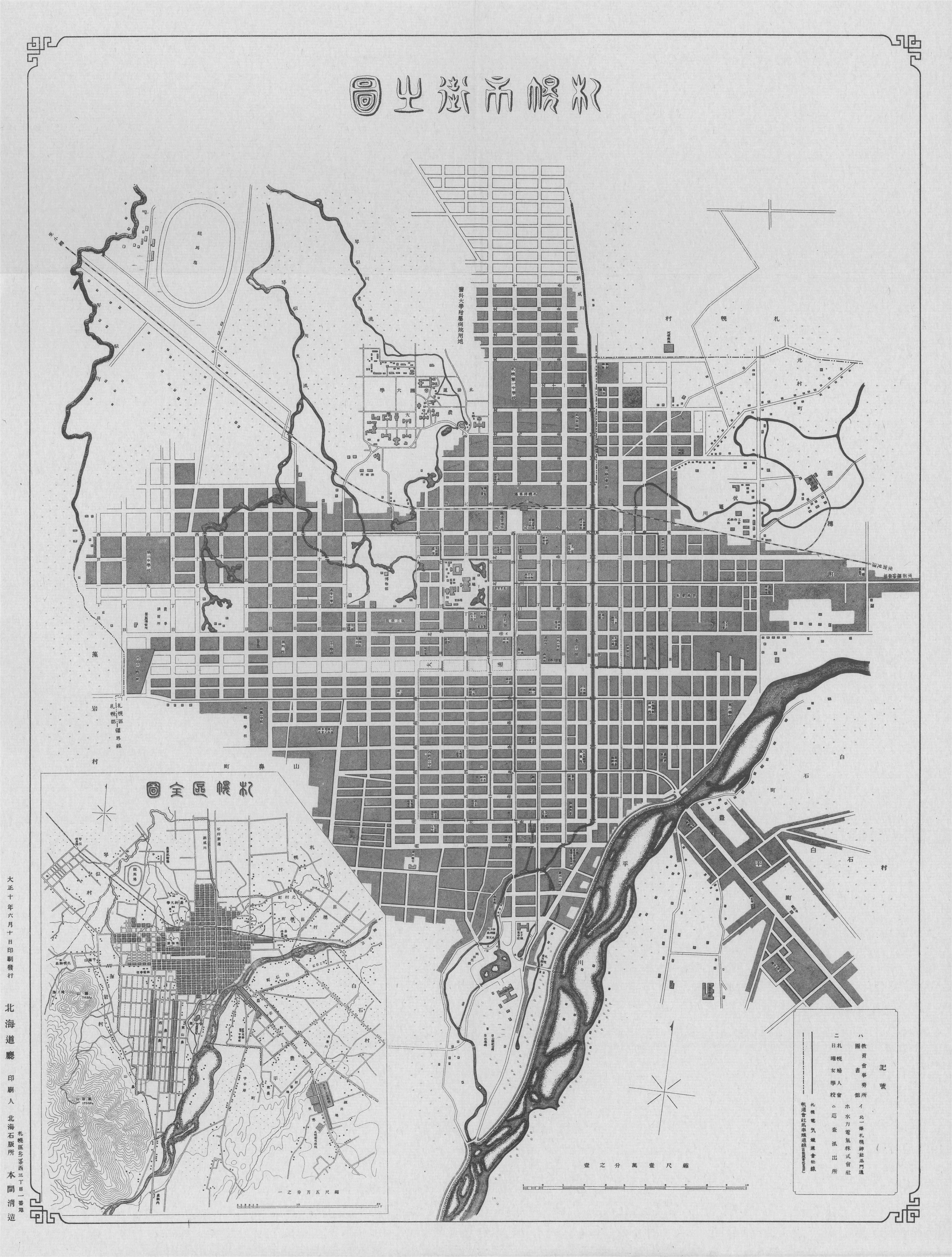
1921年の札幌市街図。北海道大学植物園の池と知事公館の池に源を発する桑園新川が窺える。その東が北海道帝国大学構内を流れるサクシュコトニ川、地図の北東端は伏篭川の源流部

北海道大学植物園内にあった泉から流れ出して北流する小川（通称、植物園の川）と、中央区北1条西16丁目にある北海道知事公館の泉を水源として北東方向に流れる小川（通称、三井の川）がそれぞれ函館本線の高架を潜ったのち、北海道大学キャンパスの南西部で合流する。その後は北海道大学と石山通の間を北に流れたのち、サクシュコトニ川と合流して琴似川へとつながる。
札幌の都市化が進んだ現在では水源の泉が枯渇し、上流部の河道は完全に失われている。21世紀初頭の現在、水を湛えた川の姿を窺えるのは、サクシュコトニ川との合流点以北のみである。

## 歴史
札幌市は豊平川が形成した広大な扇状地の上に築かれた街である。明治時代までは扇状地の末端に当たる函館本線から北1条通付近に当たる海抜20ｍの地点にアイヌ語で「メㇺ」と呼ばれる無数の泉が湧き、小河川の源となっていた。桑園新川は、このような小河川の一例である。
幕末までのアイヌ文化期には、現在の北海道大学植物園に湧く泉は「浜のほうを通る泉池」を意味する「ピㇱ・クㇱ・メㇺ (Pish-kush-mem)」と呼ばれていた（「浜」とは豊平川の河原を意味する）。そこから流れ出す「植物園の川」は鮭が上るため「チェㇷ゚・ウン・ペッ」（魚の入る川）と呼ばれ、さらに水産資源を求めて設営された場所の和人が蒸籠を用いて鮭を加工していたことから、「セロンペッ」（蒸籠の川）の別名もある。流域からは続縄文時代、擦文時代の住居址や、鮭漁の簗が発掘されている。
一方、北海道知事公館の泉は「キㇺ・クㇱ・メㇺ(kim-kush-mem)」（山の方を通る泉池）の名で呼ばれ、この泉を水源とする「三井の川」はアイヌ文化期には「コトニ」（窪地の川）と呼ばれていたセロンペッとコトニは西部の山岳地帯を水源とするケネ・ウㇱ・ペッ（ハンノキの生える川。現在の琴似川）とヨコ・ウㇱ・ペッ（いつも獲物を狙う川。現在の円山川。）などの小河川と合流したのちに「シノロ」（本流の意。現在の旧琴似川に当たる）と名を変え、現在の札幌市東北部に広がる広大な湿地帯を流れたのちに東区篠路で豊平川の旧河道である伏籠川と合流していた。
明治以降に北海道の開拓・札幌の市街化が進むにつれ、札幌市北部の低湿地の乾燥化を促すために長大な人工河川である新川が開削され、「コトニ」「シノロ」の水系はいずれも新川に移った。同時にサクシュコトニ川と共に北海道帝国大学の西部を流れていたセロンペッも直線化され、昭和期には「桑園新川」の名で呼ばれるようになった。昭和20年代まではある程度の水量が維持され、鮭の遡上も見られたという。

## 引用
1. ↑  札幌市教育委員会『札幌地名考』 P.195
2. ↑  山田秀三『札幌のアイヌ語地名を尋ねて』 P.50
3. ↑  山田秀三『札幌のアイヌ語地名を尋ねて』 P.38-42
4. ↑  山田秀三『札幌のアイヌ語地名を尋ねて』 P.53-56
5. ↑  山田秀三『札幌のアイヌ語地名を尋ねて』 P.55
6. ↑  山田秀三『札幌のアイヌ語地名を尋ねて』 P.102
7. ↑  札幌古地名考　新川の巻